# Camping 3
Pour les articles homonymes, voir Camping (homonymie).
Série Camping
Camping 2
(2010)
Pour plus de détails, voir Fiche technique et Distribution.
Camping 3 est une comédie française réalisée par Fabien Onteniente sortie en 2016.
C'est le troisième volet de la série de films Camping.

## Synopsis
Comme chaque année, nos amis campeurs se retrouvent au camping des Flots Bleus de La Teste-de-Buch, en Gironde (département).
Or, cette année, rien ne va plus : Patrick Chirac (Franck Dubosc) se retrouve coincé au fond du nouveau camping des Flots Bleus, tout juste revisité à l'américaine ; Paulo Gatineau (Antoine Duléry) se retrouve seul après un divorce avec Sophie et semble désormais être devenu homosexuel ; Les Pic, enfin, se retrouvent avec une Laurette (Mylène Demongeot) qui ne sait plus quoi faire face à son Jacky (Claude Brasseur) qui, semble-t-il, n'a désormais plus toute sa tête...
C'est, face à un tel désarroi, qu'une bande de trois copains tout droit venus de Dijon arrivent au camping - bien malgré eux - pour chambouler la vie de nos vacanciers déjà bien mouvementée par ces quelques changements...

## Fiche technique
- Réalisation : Fabien Onteniente
- Scénario : Fabien Onteniente et Franck Dubosc
- Directeur de la photographie : Pierric Gantelmi d'Ille
- Directeur artistique : Jacky Hardouin
- Montage : Bruno Safar, Sandro Lavezzi et Elisa Aboulker
- Décors : Jacques Rouxel et Gérard Marcireau
- Costumes : Sabrina Riccardi
- Son : Paul Lainé
- Casting : Gérard Moulévrier
- Coordination des cascades : Pascal Guégan, Philippe Guégan, Patrick Ronchin, Romain Ronchin et Thierry Saelens
- Assistants réalisation : Enzo Onteniente et Ivan Rousseau
- Musique : Jean-Yves d'Angelo, Michaël Tordjman, Maxime Desprez
- Supervision musicale : Christian Chevalier
- Prises de vues aériennes : Aerial Camera Systems
- Producteurs : Patrick Godeau, Jérôme Seydoux, Vivien Aslanian, Serge Hayat, Romain Le Grand, Ardavan Safaee
- Sociétés de production : Waiting for Cinema, Pathé Production, TF1 Films Production, Versus Production, Canal+, Ciné+, Cinémage 10 avec le soutien d'Inver Invest et du Tax shelter du gouvernement fédéral de Belgique
- Société de distribution : Pathé Distribution
- Durée : 101 minutes
- Genre : comédie
- Format : couleur
- Langue : français
- Date de sortie :
  - France : 7 juin 2016 (Première à Paris)
  - France : 29 juin 2016
- Interdictions :
  - Suisse : interdit aux moins de 8 ans, et déconseillé aux moins de 12 ans[1]

## Distribution
- Franck Dubosc : Patrick Chirac, le campeur dragueur
- Claude Brasseur : Jacky Pic, le doyen abonné à l'emplacement 17
- Mylène Demongeot : Laurette Pic, épouse de Jacky, cartomancienne
- Antoine Duléry : Paul « Paulo » Gatineau, divorcé de Sophie
- Philippe Lellouche : Stéphane Carello, directeur du camping
- Laurent Olmedo : Gaby « le 37 », employé au camping
- Louka Meliava : Benjamin « Benji » Keller, étudiant en école de commerce, chanteur débutant, amoureux de Morgane
- Jules Ritmanic : José, brancardier à l'hopital de Dijon, d'origine portugaise
- Cyril Mendy : Robert, l'un des trois jeunes, d'origine camerounaise
- Leslie Medina : Morgane Charmillard, fille de Jérôme et Anne-Sophie, amoureuse de Benji
- Amélie Robin : Charlotte, l'amie de Morgane
- Eden Ducourant : Aurélie Gatineau, fille de Paulo et Sophie
- Sophie Mounicot : Sabrina, la cougar
- Alix Bénézech : Manon, la fille que Patrick rencontre par Tinder
- Cristiana Reali : Clotilde, handicapée alsacienne mère de Linda
- Bernard Montiel : lui-même
- Clara Antoons : Linda, la fille de Clotilde
- Mister V : Kevin Ledoux, animateur au club Mickey grossier, menaçant et irrespectueux, chez qui Benji, José et Robert espéraient être hébergés
- Aymeric Dapsence : le DJ du Shogun
- Michel Crémadès : automobiliste moustachu qui ramène Benji, José et Robert
- Luc Palun : le campeur jovial
- Yves de Jonghe d'Ardoye d'Erp : Monsieur Van de Kerkoff, le campeur belge
- Honorine Magnier : Mélanie
- Guilaine Londez : la serveuse
- Bass Dhem : le vendeur de lunettes
- Ornella Fleury : l'hôtesse d'accueil
- Alain Gautré : le conteur
- Michèle Laroque : Anne-Sophie « Anne-So » Charmillard, épouse de Jérôme
- Gérard Jugnot : Jérôme Charmillard, animateur-télé bourgeois

Acteurs non crédités
- Mathilde Seigner : Sophie Gatineau (archive)
- Frédérique Bel : Christy Bergougnoux (archive)

## Production

### Attribution des rôles
- Mathilde Seigner n'a pas pu jouer dans le film, car en plein tournage de la série Sam. De ce fait, son personnage de Sophie dans ce film a quitté Paulo et ce dernier parle souvent d'elle. L'actrice aurait dû apparaître vers la fin du film, faisant une entrée magistrale et retrouvant son Paulo.
- À l'inverse, on retrouve Aurélie Gatineau (fille de Paulo et Sophie) qui apparaît à la fin du film. Cette dernière change cependant de visage, étant ici interprétée par Eden Ducourant (déjà remarquée dans Bis aux côtés de Franck Dubosc et Kad Merad) qui remplace Charlie Bardé.
- Philippe Lellouche, qui joue le rôle de Stéphane Carello, nouveau directeur du camping des Flots Bleus, était déjà apparu dans le deuxième volet dans le rôle du collègue de Jean-Pierre Savelli (Richard Anconina). Son personnage est directement inspiré d'un homme d'affaires palois, Stéphane Carella, ami de Fabien Onteniente[2], et désormais gérant du Pyla Camping, au pied de la Dune du Pilat et à proximité du camping du film[3].

### Tournage
Le tournage a commencé durant l'été 2015, en Gironde. Il a duré 8 semaines. La production a lancé un appel pour trouver 300 figurants dans la région. Plus de 3 000 personnes se sont présentées, les organisateurs ne s'attendant pas à un tel nombre ont dû faire appel à la police pour sécuriser l'attente et gérer la circulation. Un autre appel pour la figuration a été lancé quelque temps après pour trouver des naturistes. La production a alors fait appel à la Fédération Française de Naturisme.

## Musique
Sauf indication contraire ou complémentaire, les informations mentionnées dans cette section proviennent du générique de fin de l'œuvre audiovisuelle présentée ici.
- Ma beauté par Maître Gims de 2016 (générique de début et de fin).
- Over the Rainbow de 1939.
- Quand je t'aime par Demis Roussos de 1987.
- La petite valse par Gérard Lenorman de 1981.

## Accueil

### Accueil critique
En France, le site Allociné propose une note moyenne de 2,6⁄5 à partir de l'interprétation de critiques provenant de 22 titres de presse.
Le film reçoit des critiques plutôt mitigées de la presse, qui le voit comme un téléfilm sans scénario, avec des gags et punchlines éculés, des plaisanteries douteuses sur les homosexuels et les handicapés, l'apologie du quant-à-soi, et qui ne plaira qu'aux fans de la série. Côté spectateurs, l'accueil est également très mitigé.

### Box-office
Camping 3 rassemble 410 235 spectateurs dans 795 salles de l'Hexagone pour sa première journée d'exploitation, réalisant ainsi le meilleur démarrage d'un film français depuis huit ans.
| Pays ou région | Box-office        | Date d'arrêt du box-office | Nombre de semaines |
| -------------- | ----------------- | -------------------------- | ------------------ |
| France         | 3 228 313 entrées | 14 septembre 2016          | 11                 |

### Polémique
Présenté en avant-première au festival Marrakech du rire, le film reçoit un accueil très mitigé. Une partie du public se montre choquée par des scènes grivoises, plusieurs spectateurs quittent la salle avant la fin de la projection et le film est frappé d'une interdiction aux moins de 16 ans au Maroc. Dépité par ces réactions, Franck Dubosc invité au festival déclare au micro de Télé Star : « C’est difficile ici parce qu’on se rend compte que culturellement il y a dix siècles de retard. Des femmes voilées et des enfants sont sortis de la salle durant la projection. Ben oui… Il y a une séquence de nudistes sur la plage de volley-ball. (…) On n’y avait pas pensé. Vous vous rendez compte, Camping 3 interdit aux moins de 16 ans ». Ses propos repris sur les réseaux sociaux créent la polémique, si bien que le comédien se résout à présenter des excuses publiques dans un billet posté sur Twitter et Facebook.

## Analyse

### Anachronisme
On trouve dans ce troisième volet une incohérence déjà suspectée dans le deuxième : lorsque Jacky fait sans cesse le tour du rond-point, ne sachant plus quelle direction prendre, Laurette lui affirme que cela fait cinquante ans qu'ils vont au camping des Flots bleus. Or cette dernière avait jadis affirmé à Michel Saint-Josse (Gérard Lanvin), dans le premier film (qui s'était déroulé précisément dix ans avant le troisième), qu'elle et son mari venaient au camping depuis trente ans. Par conséquent, ce n'est censé faire que quarante ans et non cinquante ici dans ce troisième opus.